# 澳大利亚戴维斯杯代表队
澳大利亚戴维斯杯代表队是澳大利亚男子网球队参加戴维斯杯的队伍，由澳大利亚网球协会负责管理和组织参赛。澳大利亚队是戴维斯杯比赛历史上仅次于美国第二成功的球队，曾28次赢得冠军，还有21次获得亚军。
在1905年到1922年澳大利亚还和新西兰以澳大拉西亞戴维斯杯代表队的名义一起6次赢得戴维斯杯。
澳大利亚队和美国队曾连续36年赢得戴维斯杯，竞争十分激烈。双方曾在戴维斯杯决赛中交手过29次，最终澳大利亚队以15-14稍微领先。他们第一次在戴维斯杯决赛交锋是在1908年，澳大利亚队以3-2获胜。